# Åsnes
Åsnes er en kommune i Innlandet fylke i Norge. Den grænser i nord til Våler, i syd til Grue, og i vest til Nord-Odal og Stange. Mod øst ligger rigsgrænsen til Sverige. Flisa er hovedbyen i kommunen. Højeste punkt er Elgklinten der er 634 moh. Kommunen havde 7.216 indbyggere i 2019.

## Kommunevåbenet
Åsnes' kommunevåben består af tre 3 flådningshakker på gul baggrund. Dette symboliserer skovbrug og tømmerflådning i Flisa elv, Kynnavassdraget og Glomma. Tømmeret har været skovens guld, derfor gul baggrund.

## Tusenårssted
Kommunens tusenårssted er «Utsikten», et parkanlæg som ligger i den sydlige ende af hovedgaden (Kaffegata) i Flisa centrum. Fra Utsikten er det flot udsigt mod vest, herfra ses Glomma, vestsiden af Glåmdal, Hovelsåsbjerget og videre indover i Vestmarka.